# 월트 디즈니 픽처스
월트 디즈니 픽처스는 미국의 영화 제작사로 영화 제작 전용 스튜디오 인 월트 디즈니 스튜디오의 자회사로, 월트 디즈니 컴퍼니가 소유주이다. 켈리포니아 버뱅크에 위치한 월트 디즈니 스튜디오에서 실사 영화 와 애니메이션을 기반의 영화를 제작 및 촬영하고있다
월트 디즈니 픽처스의 제작 영화는 터치스톤 픽처스의 배급사인 월트 디즈니 스튜디오 모션 픽처스가 맡고 있으며, 홈 미디어 부문은 월트 디즈니 스튜디오 홈 엔터테인먼트에서, TV 제작 분야는 브에나 비스타 텔레비젼(Buena Vista Television)에서 담당한다.

## 역사
1923년 10월 16일, 월트 디즈니와 로이 디즈니 형제가 애니메이션 스튜디오로 설립한 것이 시초이다.
월트 디즈니는 창립 때부터 모든 사람들에게 꿈과 희망을 선사하기 위해 성인용 영화를 만들지 않는다는 전통이 있었다. 그러나, 1970년대 후반부터 1980년대 초반까지, 애니메이션 영화의 과도한 투자와 실사 영화의 연 이은 실패에 따른 적자로 인해, 재정악화를 맞자 기업경영에 빨간불이 켜지게되면서 월트 디즈니 컴패니의 리차드 버거 회장은, 1983년 4월에, 론 W. 밀러를 영화부문 사장으로 임명하였고, 사업 다각화와 미래 영화산업의 중심이 되기 위해 성인용 영화를 제작하는 영화사를 설립하게 된다.
따라서, 1983년 4월 1일에, 가족, 판타지, 애니메이션 영화를 제작, 배급하는 월트 디즈니 픽처스를 설립해 지금에 이르게 된다. 그 후, 터치스톤 필름스와 할리우드 픽처스를 1984년 2월 15일 과 1989년 2월 1일에 각각 설립되었는데, 디즈니의 상표를 통해서 해마다 6 ~ 8개 정도의 성인 전용 영화를 제작하게 되면서 세계 최고의 영화사로 거듭나게 될 초석을 다지게 된다.

## 같이 보기
- 월트 디즈니 애니메이션 스튜디오
- 픽사
- 마블 엔터테인먼트
- 터치스톤 픽처스
- 할리우드 픽처스
- 카라반 픽처스

## 참조
1. ↑  구글 검색 기업정보